# Dębno (Piccola Polonia)
Dębno è un comune rurale polacco del distretto di Brzesko, nel voivodato della Piccola Polonia.
Ricopre una superficie di 81,51 km² e nel 2006 contava 13 996 abitanti.

## Monumenti e luoghi di interesse
La chiesa di San Michele Arcangelo è un edificio di legno del XV secolo: insieme ad altre chiese in legno della Piccola Polonia meridionale, sono state inserite nel patrimonio dell'UNESCO.